# Jean-Baptiste Frédéric Desmarais
Jean-Baptiste Frédéric Desmarais (Parigi, 1756 – Carrara, 30 maggio 1813) è stato un pittore francese di genere neoclassico, attivo in Italia come professore accademico.

## Biografia
Nato a Parigi nel 1756, non si conosce molto dei primi anni dell'artista. Si sa che fu allievo del pittore francese Gabriel-François Doyen.
Per due volte respinto al concorso del Prix de Rome, nel 1785 si classificò secondo con il quadro Orazio uccide sua sorella Camilla (Horace tue sa soeur Camille), ma poté usufruire del primo premio del 1783, tenuto in riserva; infatti, ci fu un vero e proprio intrigo, fomentato da Jean-Baptiste Marie Pierre, che avrebbe preferito Guillaume Guillon Lethière a Desmarais, costringendolo a posticipare sino al 1786 la sua partenza per Roma.

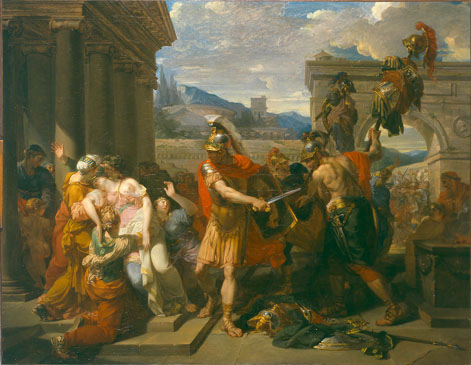
Orazio uccide sua sorella Camilla (Horace tue sa soeur Camille), 1785 (École nationale supérieure des beaux-arts, Parigi)

Giunto a Roma, vi soggiornò fino al 1790, anno in cui ripartì per la Francia. Ben presto però, nel 1792, ritornò a Roma a causa dello scoppio della Rivoluzione francese, ma già nel 1793 dovette fuggire dalla città e rifugiarsi in Toscana.
Il 21 luglio 1797 fu nominato "professore assistente alla scuola del nudo" presso l'Accademia di Belle Arti di Firenze dove furono suoi allievi Giuseppe Bezzuoli, Niccola Monti e Francesco Nenci.

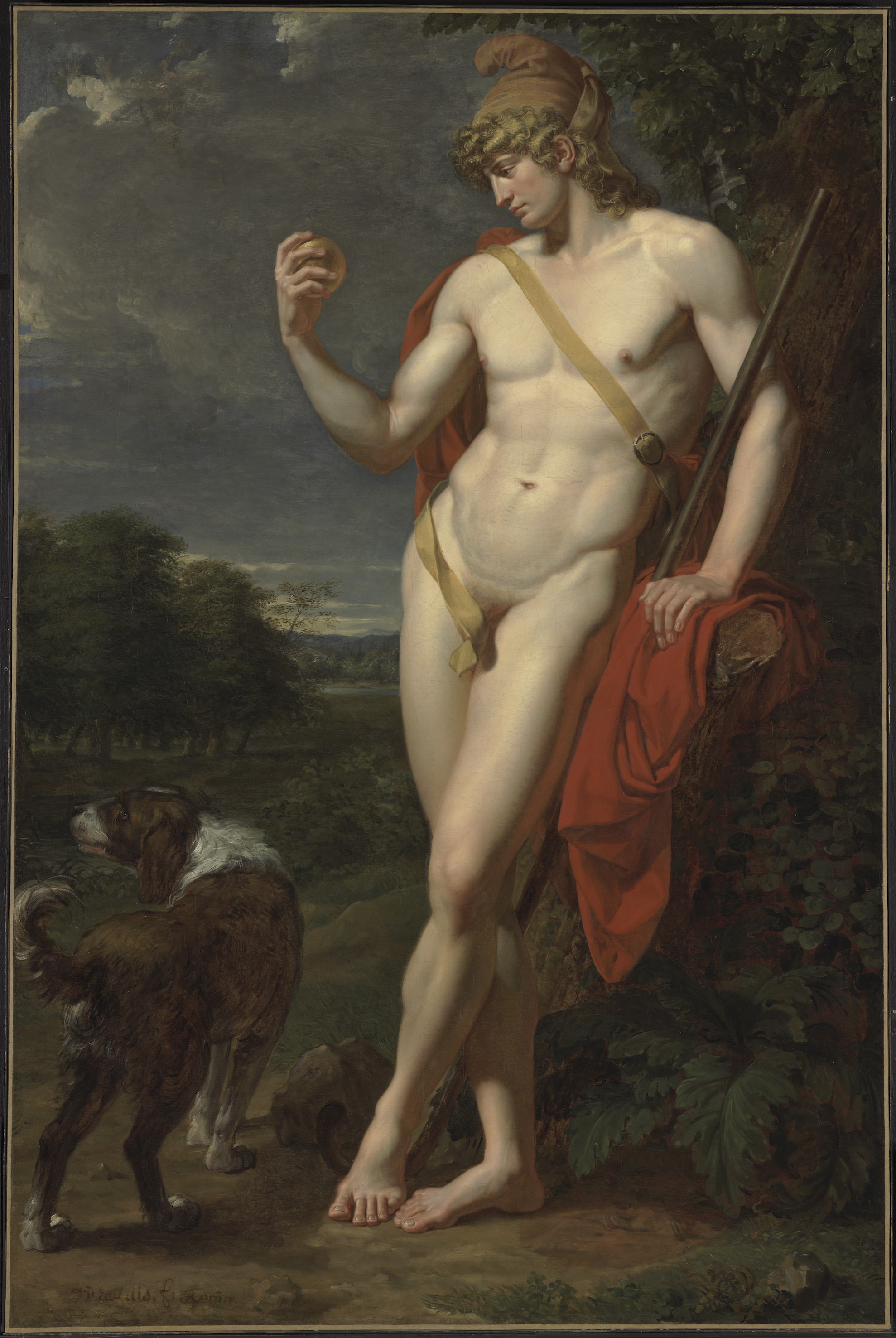
Il pastore Paride (Le Berger Pâris), 1787 (National Gallery of Canada, Ottawa)

Nel 1806, Elisa Bonaparte Baciocchi si mise alla ricerca di artisti per rigenerare l'Accademia di Belle Arti di Carrara e Desmarais si rivelò come uno dei migliori candidati. Il 25 luglio 1807 fu nominato "professore di pittura e maestro di disegno" presso l'Accademia di Carrara; il 16 dicembre fu nominato vice-direttore del Museo e il 27 marzo 1809 divenne vice-presidente dell'Accademia. Tra i suoi allievi spicca il nome dello scultore italiano Pietro Tenerani.
Morì a Carrara il 30 maggio 1813.
È noto per solo sessanta opere, la maggior parte delle quali custodite nei musei italiani.